# Fuente la Lancha
Fuente la Lancha és un municipi de la província de Còrdova a la comunitat autònoma d'Andalusia, a la comarca de Valle de los Pedroches.

## Demografia
| 1900 | 1910 | 1920 | 1930 | 1940 | 1950 | 1960 | 1970 | 1981 |
| ---- | ---- | ---- | ---- | ---- | ---- | ---- | ---- | ---- |
| 449  | 604  | 655  | 664  | 903  | 878  | 805  | 413  | 477  |

| 1999 | 2000 | 2001 | 2002 | 2003 | 2004 | 2005 | 2006 |
| ---- | ---- | ---- | ---- | ---- | ---- | ---- | ---- |
| 416  | 411  | 410  | 413  | 413  | 427  | 418  | 415  |

## Història
Fou fundada vers el 1480 com a llogaret d'Hinojosa del Duque. No hi ha notícies anteriors referents a nuclis de població situats allí. La procedència del seu topònim, La Lancha, es troba també en el segle xv època en la qual sorgeix la població a causa de la forta expansió demogràfica que es va donar en la comarca de los Pedroches. L'historiador de las Casas-Deza creia que el seu nom pot venir d'alguna font que s'anomenà de la Lancha, la qual cosa confirma la denominació del pròxim rierol Lanchar o Llanches.
El 1820 va assolir la plena independència municipal, prèvia sol·licitud dels seus veïns, apareixent ja amb el títol de vila. Durant la guerra civil, el XXII cos de l'exèrcit republicà va acampar per terres pertanyents al terme municipal, sent el seu sòl participi d'una de les últimes grans batalles terrestres de la contesa: l'ofensiva d'Extremadura. El cos de l'exercito marroquí va prendre possessió de Fuente la Lancha per al bàndol rebel el 26 de març de 1939, al costat d'Hinojosa del Duque, Belalcázar, Villanueva del Duque, El Aspecto, etc.